# 로이 캄파넬라
로이 캄파넬라(Roy Campanella, 1921년 11월 19일~1993년 6월 26일)는 "캠피"(Campy)라는 별명으로 알려진 미국의 프로 야구 선수로, 주 포지션은 포수였다. 필라델피아 출신으로 9시즌 동안 니그로 리그와 멕시칸 리그에서 뛰었고, 1946년 마이너 리그에 발을 들였다. 1948년 브루클린 다저스 소속으로 메이저 리그 베이스볼(MLB)에 데뷔했으며, 1957년까지 그곳에서 뛰었다. 1958년 1월에 교통 사고로 신체가 마비되면서 선수 커리어가 끝나고 말았다. 오늘날에도 야구 역사상 최고의 포수 중 한 명으로 평가받는 선수이다.
선수로서 은퇴한 뒤에는 로스앤젤레스 다저스 구단에서 스카우트 등으로 일했다. 1969년에 미국 야구 명예의 전당에 헌액되었다.